# Бровка (посёлок)
Бровка — упразднённый посёлок в Балашовском районе Саратовской области России. Входил в состав Терновского муниципального образования. Исключен из учётных данных в 2006 году.

## География
Посёлок находился в западной части Саратовского Правобережья, в пределах Окско-Донской равнины, в степной зоне, в вершине балки Татановка, на расстоянии примерно 3 километров (по прямой) к северо-востоку от села Терновка.

### Климат
Климат характеризуется как умеренно континентальный с холодной малоснежной зимой и сухим жарким летом. Среднегодовая температура воздуха — 4,3 — 4,7 °C. Средняя многолетняя температура самого холодного месяца (января) составляет −11,1 °С (абсолютный минимум — −39 °С), температура самого тёплого (июля) — 20,7 °С (абсолютный максимум — 39 °С). Средняя продолжительность безморозного периода 145—155 дней. Среднегодовое количество атмосферных осадков — 476 мм, из которых 200—300 мм выпадает в период с апреля по октябрь. Снежный покров держится в среднем 130—135 дней в году.

## Население
Согласно результатам переписи 2002 года в посёлке отсутствовало постоянное население